# André Lebrun (sculpteur)
Pour les articles homonymes, voir André Lebrun et Lebrun.
André-Jean Lebrun (1737-1811) est un sculpteur français.

## Biographie

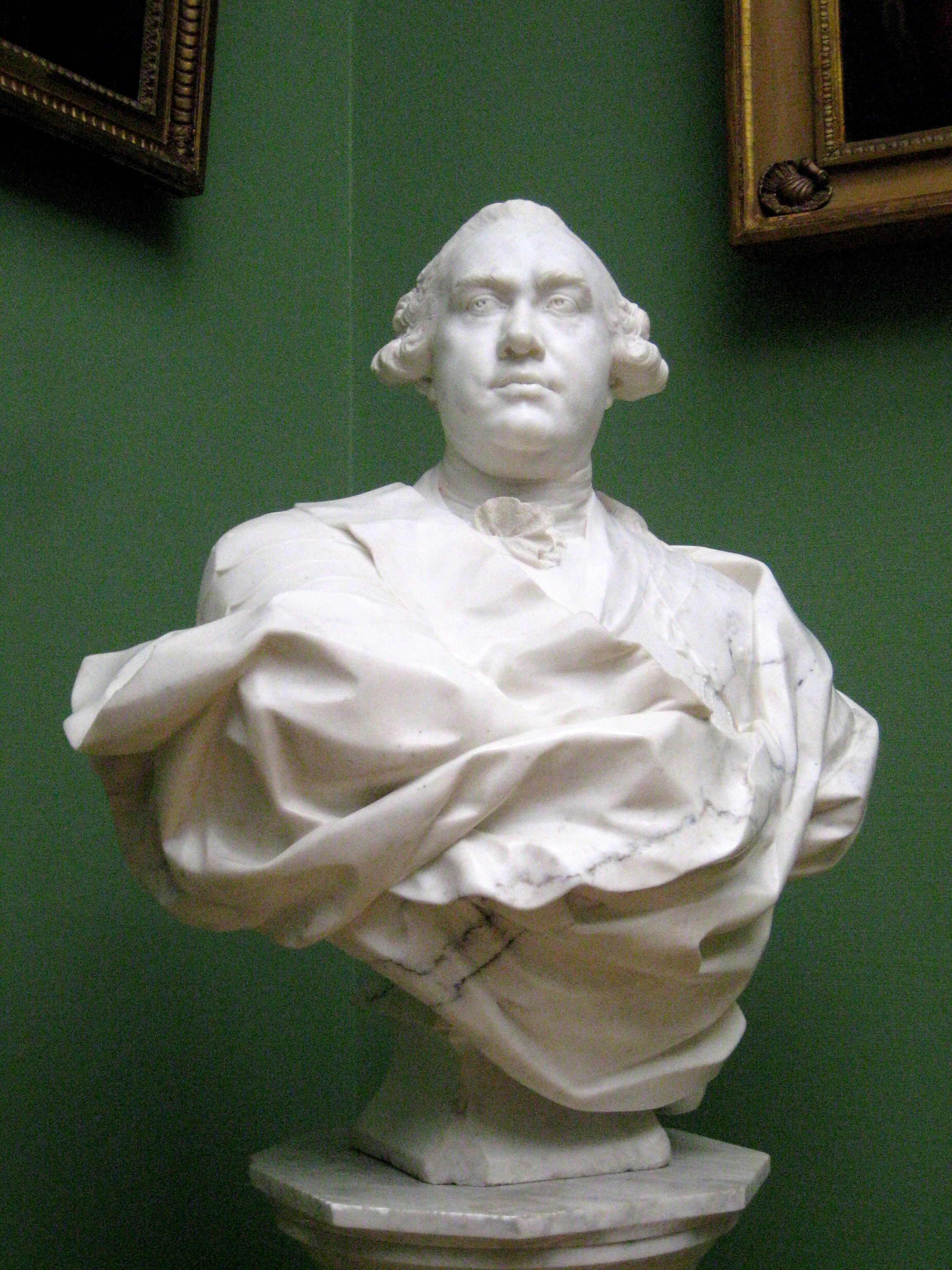
André-Jean Lebrun, Kyrylo Rozumovskyi (1766), Moscou, Galerie Tretiakov.

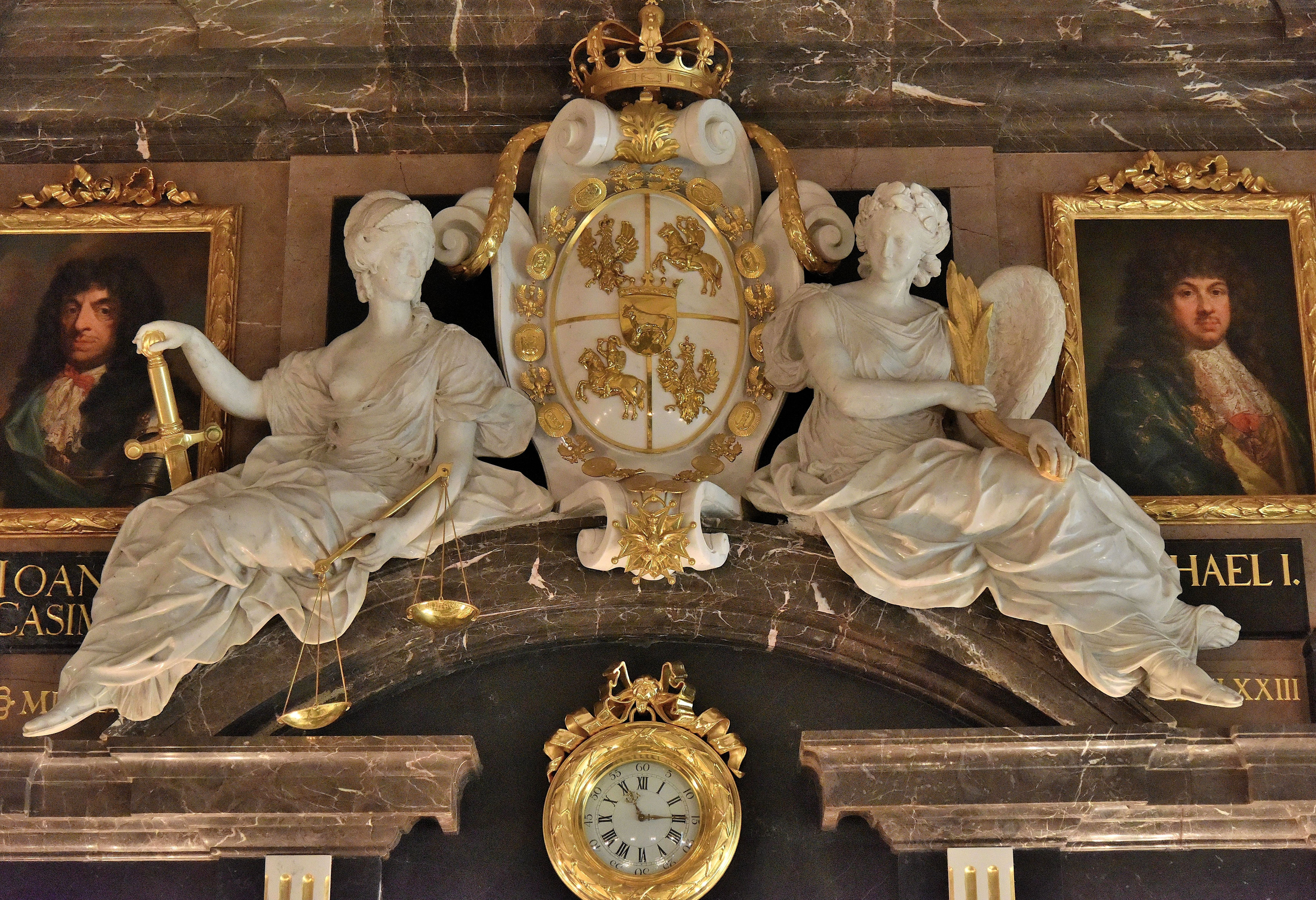
Allégories de la justice et de la paix (1771) dans la salle de marbre du château royal de Varsovie.

André-Jean Lebrun naît à Paris en 1737. Il est l’élève de Jean-Baptiste Pigalle. Il remporte le Grand Prix de l'Académie royale de peinture et de sculpture en 1756. Il devient l'ami du sculpteur Pierre-François Berruer (1733–1797), et remporte une bourse pour séjourner à la Villa Médicis à Rome. À Rome, il réalise un certain nombre de statues pour l'église de San Carlo al Corso , notamment une statue de Judith. Il sculpte également un buste du pape Clément XIII (1768). Il devient ensuite membre de l'Académie de Saint-Luc et de l'Académie de Marseille.
Lebrun est invité en Pologne sur la recommandation de Madame Geoffrin et est nommé sculpteur en chef du roi Stanisław August Poniatowski. Il travaille également à Saint-Pétersbourg, en Russie, où il réalise un buste de l'impératrice Maria Feodorovna. En 1804, il devient professeur de sculpture à l'université de Vilnius.
Il meurt à Vilnius en 1811.

## Œuvre
Le Louvre conserve quatre dessins de Lebrun,:
- Trois jeunes femmes drapées à l'antique, dansant devant un buste
- Composition allégorique avec Athéna
- Neptune tenant son trident, dans un médaillon orné
- Vénus demandant à Vulcain des armes pour Énée, vers 1780

- Orléans, musée des Beaux-Arts: 
  - Le Triomphe de Vénus, 1784, plume et encre brune, lavis brun et tracé préparatoire au crayon sur papier vergé avec filigrane VAN DER LEY (Relevé no 404 dans Churchill William Algernon, Watermarks in paper in Holland, England, France, etc., in the XVII and XVIII centuries and their interconnection, Amsterdam, M. Hertzberger, 1935.), 45,5 × 64 cm[7].

Parmi ses sculptures, on peut mentionner :
- Statue de David, San Carlo al Corso, Rome
- Buste du comte Kirill Razumovsky (1766) Marbre. Galerie Tretiakov, Moscou
- Buste du Cardinal Giuseppe Maria Feroni (1767) Marbre. Metropolitan Museum of Art, New York
- Buste du roi Stanislas Auguste II Poniatowski (1784) Nouveau château de Hrodna, Bélarus